# Prawo krwi (film)
Prawo krwi (ang. Next of Kin) – amerykański kryminał z elementami filmu akcji z 1989 roku w reżyserii Johna Irvina, zrealizowany na podstawie powieści Michaela Jenninga pod tym samym tytułem.

## Opis fabuły
Policjant Truman Gates jest wzorowym stróżem prawa w Chicago, góralem pochodzącym z Kentucky. Pewnego dnia zostaje zamordowany przez gangsterów jego brat Gerald. Truman chce ująć mordercę i postawić go przed sądem. Jednak jego rodzina chce inaczej, rządzący się swoimi prawami twardzi ludzie gór przysyłają do Chicago kolejnego Gatesa – Briara z zadaniem odnalezienia i zabicia mordercy, pomszczenia Geralda. Truman ma więc podwójny problem – musi nie tylko odnaleźć sprawcę zabójstwa ale i powstrzymać brata, który do miasta przyjeżdża z całym arsenałem. Nie próżnuje również psychopatyczny gangster-zabójca Geralda – Joey Rosellini, który nie czekając aż któryś z Gatesów go dopadnie postanawia wykończyć obydwu. W tym celu zabija Lawrence'a Isabellę – syna szefa przestępczej rodziny do której należy, aby następnie winę zrzucić na Gatesów i uzyskać zgodę Johna Isabelli na zabicie Trumana i Briara. Stary Isabella jest jednak człowiekiem honoru, chce w spokoju prowadzić interesy i nie podoba mu się, że Joey właściwie bez powodu zabił Geralda Gatesa. W finałowej scenie filmu gangsterska rodzina stacza na cmentarzu pojedynek z braćmi Gates i ich przybyłymi na pomoc krewniakami. Joey Rosellini ginie zastrzelony przez seniora rodu, który dowiedział się kto naprawdę zabił jego syna. John Isabella i Truman Gates podają sobie ręce na znak zgody – Gerald został pomszczony i prawu krwi stało się zadość.

## Role
- Patrick Swayze – Truman Gates
- Liam Neeson – Briar Gates
- Adam Baldwin – Joey Rosselini
- Helen Hunt – Jessie, żona Trumana
- Bill Paxton – Gerald Gates
- Ben Stiller – Lawrence Isabella
- Andreas Katsulas – John Isabella
- Michael J. Pollard – Harold
- Ted Levine – Willy Simpson
- Del Close – Frank
- Valentino Cimo – Rhino
- Paul Greco – Leo
- Vincent Guastaferro – Paulie
- Paul Herman – Tony Antonelli
- Don Herion – Zimmer

## Ścieżka dźwiękowa
1. Brother to Brother – Gregg Allman i Lori Yates – 3:58
2. Hey, Backwoods – Rodney Crowell – 4:11
3. Hillbilly Heart – Ricky Van Shelton – 2:56
4. Straight and Narrow – Ricky Skaggs – 2:51
5. Paralyzed – Sweethearts of the Rodeo – 3:00
6. The Yard Sale – Billy Lawson – 2:24
7. My Sweet Baby’s Gone – Charlie Daniels – 3:15
8. Pyramid of Cans – George Jones – 2:31
9. Brothers – Patrick Swayze i Larry Gatlin – 4:10
10. Wailing Sax – Duane Eddy – 3:19